# Vesuvianiet
Het mineraal vesuvianiet is een calcium-magnesium-aluminium-silicaat met de chemische formule Ca10Mg2Al4(Si2O7)2(SiO4)5(OH)4. Het behoort tot de sorosilicaten.

## Eigenschappen
Het witte, gele, groene, blauwe of bruine vesuvianiet heeft een glasglans, een witte streepkleur en een onduidelijke splijting volgens de kristalvlakken [110], [100] en [001]. De gemiddelde dichtheid is 3,4 en de hardheid is 6,5. Het kristalstelsel is tetragonaal en het mineraal is niet radioactief.

## Naamgeving
De naam van het mineraal vesuvianiet is afgeleid van de plaats waar het voor het eerst is beschreven, de vulkaan Vesuvius in Italië.

## Voorkomen
Vesuvianiet is een veelvoorkomend mineraal. Het komt voor in verscheidene contactmetamorfe gesteenten. Ook wordt het gevormd in aders in gebieden waar de Alpiene orogenese gebergtes heeft opgeheven. De typelocatie is Monte Somma, Vesuvius, Italië.